# Westafrikanische Wirtschaftsgemeinschaft
Die Westafrikanische Wirtschaftsgemeinschaft (französisch Communauté économique des États de l’Afrique de l’Ouest, CEDEAO; englisch Economic Community of West African States, ECOWAS; portugiesisch Comunidade Económica dos Estados da África Ocidental, CEDEAO) ist eine Internationale Organisation, der 12 Staaten in Westafrika angehören.

## Geschichte
Vorläufer der Vereinigung nach der Auflösung der französischen Kolonie Französisch-Westafrika war die am 9. Juni 1959 gegründete Westafrikanische Zollunion (Union Douanière de l’Afrique de l’Ouest; UDAO). Am 14. März 1966 wurde die UDAO in eine umfassende Organisation mit Namen Zollunion westafrikanischer Staaten (Union Douanière des États de l’Afrique de l’Ouest; UDEAO) umgeformt. Auf dem Gipfeltreffen der UDEAO am 21. Mai 1970 in Bamako wurde diese formell aufgelöst und erneut 1973 die Gründung einer Westafrikanischen Wirtschaftsgemeinschaft (Communauté Economique de l'Afrique de l'Ouest; CEAO) mit Sitz in Ouagadougou beschlossen. Die CEAO wurde auf dem Gipfeltreffen in Abidjan im April 1974 mit den Mitgliedsstaaten Benin, Burkina Faso, Elfenbeinküste, Mali, Mauretanien, Niger und Senegal als Nachfolgeorganisation ins Leben gerufen. Neben der Mano River Union (MRU) mit der Elfenbeinküste, Guinea, Liberia und Sierra Leone mit Sitz in Freetown war die CEAO eine eigenständige Organisation in Westafrika, die bis 1994 parallel zu der Westafrikanische Wirtschaftsgemeinschaft bestand (die CEAO ging 1994 in die Westafrikanische Wirtschafts- und Währungsunion (UEMOA für Union économique et monétaire Ouest africaine) über, die eine gemeinsame Währungszone schaffen sollte).
Die Westafrikanische Wirtschaftsgemeinschaft wurde am 28. Mai 1975 mit der Unterzeichnung des Vertrags von Lagos gegründet und trat am 20. Juni 1975 in Kraft, es war somit eine von 8 Regionalen Wirtschaftsgemeinschaften in Afrika.
1978 folgte ein Nichtangriffsprotokoll und am 29. Mai 1981 ein Abkommen über gemeinsame Verteidigung durch die ECOWAS Monitoring Group (ECOMOG).
Der am 24. Juli 1993 in Cotonou (Benin) geschlossene Revised Treaty ersetzte den Vertrag von Lagos formell und stellte die ECOWAS auf eine neue rechtliche Grundlage. Ziel des Zusammenschlusses ist der Ausbau der wirtschaftlichen Integration. Dazu kamen im Laufe der Zeit weitere Ziele, u. a. eine graduelle politische Integration, die Ausdruck in der Einrichtung eines gemeinsamen westafrikanischen Gerichtshofes fand sowie in einem gemeinsamen westafrikanischen Parlament im Jahre 2001. Darüber hinaus ist mit der militärischen Intervention der ECOMOG in Liberia während des Bürgerkrieges Anfang der 90er Jahre eine wichtige sicherheitspolitische Rolle hinzugekommen, die den sich verändernden Rahmenbedingungen nach Ende des Kalten Krieges Rechnung tragen solle.
Ziel zum Zeitpunkt der Gründung war es, „kollektive Selbstversorgung“ für die Mitgliedsstaaten zu erreichen, möglich durch die Errichtung eines gemeinsamen Binnenmarktes und einer Wirtschafts- und Währungsunion. Die zuletzt beschlossene Einführung des Eco als westafrikanische Währung wurde nach 2004 auf das Jahr 2009 verschoben, da aufgrund der politischen und ökonomischen Probleme die vereinbarten Konvergenzkriterien nicht von allen Beteiligten erfüllt werden konnten. Eine Einführung war für 2020 geplant, danach sollte die einheitliche Währung bis 2027 eingeführt werden.
Mauretanien, eines der Gründungsmitglieder, verließ 2001 die Gemeinschaft, um sich politisch mehr im arabisch-afrikanischen Raum zu orientieren (Arabische Liga, Union des Arabischen Maghreb).
Innergemeinschaftlich ist die Struktur durch eine starke Vormachtstellung Nigerias gekennzeichnet. Auch das Sekretariat hat seinen Sitz im nigerianischen Abuja. Das Land stellt mehr als die Hälfte der Bevölkerung und Wirtschaftskraft der Gemeinschaft. Innerhalb der ECOWAS gab es mit der CEAO noch eine eigene frankophone Gemeinschaft ähnlicher Struktur, die zumindest zeitweise als Konkurrenz zur größeren Organisation angesehen werden konnte.
Nach einem Militärputsch in Guinea wurde das Land im September 2021 suspendiert. 2022 wurden zudem Sanktionen verhängt, die aber im Februar 2024 wieder aufgehoben wurden.
Durch einen Militärputsch in Niger 2023 wurde die demokratisch gewählte Regierung Nigers unter Präsident Mohammed Bazoum gestürzt. Die ECOWAS forderte den Rücktritt der neuen Regierung und bereitete militärische Schritte zu einer Intervention vor, nachdem diese eine Frist zur Wiedereinsetzung der alten Regierung hatte verstreichen lassen.
Am 28. Januar 2024 gaben die durch Militärputsche an die Macht gekommenen Regierungen von Burkina Faso, Mali und Niger einseitig den sofortigen Austritt aus der ECOWAS bekannt. Gemäß den Statuten ist jedoch eine einjährige Übergangsfrist für Austrittsverhandlungen vorgesehen. Die ECOWAS-Kommission wies in einem Kommuniqué am selben Tag ferner darauf hin, dass bis dato noch kein formelles Austrittsgesuch eingegangen sei und dass die drei Staaten „bedeutende Mitglieder der Gemeinschaft“ blieben.
Nachdem Sanktionen gegen sie verhängt worden waren, bildeten die drei Staaten im Juli 2024 eine Konföderation. Die drei Staaten gaben im Januar 2025 ihren Austritt aus der ECOWAS an.

## Organe und Institutionen
- ECOWAS-Kommission (The ECOWAS Commission), 1977 bis 2006 als Exekutivrat bezeichnet, in Abuja (Nigeria)[17]
- ECOWAS-Parlament (The ECOWAS Parliament), in Abuja, Nigeria[18]
- Gericht der Gemeinschaft (The Community Court of Justice) in Abuja, Nigeria[19]
- Entwicklungsbank EBID (ECOWAS Bank for Investment and Development) mit Sitz in Lomé (Togo)[20]
- Westafrikanische Gesundheitsorganisation (West African Health Organisation) (bis 28. Januar 2024 in Bobo-Dioulasso (Burkina Faso)[21])
- Multilaterale Aktionsgruppe gegen Geldwäsche und Terrorismusfinanzierung in Westafrika (The Inter-Governmental Action Group against Money Laundering and Terrorism Financing in West Africa) mit Sitz in Dakar (Senegal)[22]

### Parlament
Das ECOWAS-Parlament hatte bis zum Austritt Burkina Fasos, Malis und Nigers am 28. Januar 2024 eine Zahl von 115 Abgeordneten. Die Anzahl der Sitze je Mitgliedsstaat orientiert sich an der Einwohnerzahl. Nach dem Austritt der 3 Staaten hat Nigeria 35 Sitze, gefolgt von Ghana mit 8 Sitzen und der Elfenbeinküste mit 7 Sitzen. Guinea und Senegal entsenden jeweils 6, alle anderen Staaten 5 Abgeordnete.

## Mitgliedsstaaten und Kennzahlen
Quelle sofern nicht anders genannt: World Fact Book, abgerufen am 29. Mai 2020
| Staat             | Hauptstadt   | Bevölkerung | Fläche (km²) | BIP (Mio. US$) | Amtssprache   |
| ----------------- | ------------ | ----------- | ------------ | -------------- | ------------- |
| Benin1            | Porto-Novo   | 12.864.634  | 112.622      | 9.246 ▲        | Französisch   |
| Elfenbeinküste1,3 | Yamoussoukro | 27.481.086  | 322.463      | 40.470 ▲       | Französisch   |
| Gambia2           | Banjul       | 2.173.999   | 11.300       | 1.482 ▲        | Englisch      |
| Ghana2            | Accra        | 29.340.248  | 238.533      | 47.020 ▲       | Englisch      |
| Guinea2,3         | Conakry      | 12.527.440  | 245.857      | 10.250 ▲       | Französisch   |
| Guinea-Bissau1    | Bissau       | 1.927.104   | 36.125       | 1.350 ▲        | Portugiesisch |
| Kap Verde         | Praia        | 583.225     | 4.033        | 1.776 ▲        | Portugiesisch |
| Liberia2,3        | Monrovia     | 5.073.296   | 111.369      | 3.285 ▲        | Englisch      |
| Nigeria2          | Abuja        | 214.028.302 | 923.768      | 376.400 ▼      | Englisch      |
| Senegal1          | Dakar        | 15.736.368  | 196.722      | 21.110 ▲       | Französisch   |
| Sierra Leone2,3   | Freetown     | 6.624.933   | 71.740       | 3.612 ▼        | Englisch      |
| Togo1             | Lomé         | 8.608.444   | 56.785       | 4.767 ▲        | Französisch   |

### Ehemalige Mitglieder
Burkina Faso, Mali und Niger kündigten am 28. Januar 2024 ihren Austritt an. Dieser erfolgte genau ein Jahr später, nämlich am 29. Januar 2025.
| Staat         | Hauptstadt  | Bevölkerung | Fläche (km²) | BIP (Mio. US$) | Amtssprache |
| ------------- | ----------- | ----------- | ------------ | -------------- | ----------- |
| Burkina Faso1 | Ouagadougou | 20.835.401  | 274.200      | 12.570 ▲       | Französisch |
| Mali1         | Bamako      | 19.553.397  | 1.240.192    | 15.370 ▲       | Französisch |
| Niger1        | Niamey      | 22.772.361  | 1.266.700    | 8.224 ▲        | Französisch |

1 Diese Länder bilden zudem die Westafrikanische Wirtschafts- und Währungsunion (UEMOA).

2 Diese Länder bilden zudem die Westafrikanische Währungszone (WAMZ).

3 Diese Länder bilden zudem die Mano River Union (MRU).
Marokko bekundete 2017 erstmals sein Interesse der Wirtschaftsgemeinschaft beizutreten. Das Land hat seitdem zahlreiche bilaterale Verträge mit Mitgliedsstaaten geschlossen. Dennoch spricht sich vor allem Nigeria gegen eine Mitgliedschaft aus.

## Führungspersonen

### Präsidenten
Die Präsidenten der ECOWAS-Kommission seit 2007:
| Amtszeit                            | Präsident/in           | Mitgliedstaat  |
| ----------------------------------- | ---------------------- | -------------- |
| 1. Januar 2007 bis 18. Februar 2010 | Mohamed Ibn Chambas    | Ghana          |
| 18. Februar 2010 bis 1. März 2012   | James Victor Gbeho     | Ghana          |
| 1. März 2012 bis 4. Juni 2016       | Kadré Désiré Ouédraogo | Burkina Faso   |
| 4. Juni 2016 bis 27. Juli 2018      | Marcel Alain de Souza  | Benin          |
| 27. Juli 2018 bis 3. Juli 2022      | Jean-Claude Kassi Brou | Elfenbeinküste |
| seit 3. Juli 2022                   | Omar Touray            | Gambia         |

#### Geschäftsführende Sekretäre
Die geschäftsführenden Sekretäre des Exekutivrates von 1977 bis 2006:
| Amtszeit                              | Sekretär/in              | Mitgliedstaat  |
| ------------------------------------- | ------------------------ | -------------- |
| Januar 1977–1985                      | Aboubakar Diaby Ouattara | Elfenbeinküste |
| 1985–1989                             | Momodu Munu              | Sierra Leone   |
| 1989–1993                             | Abass Bundu              | Sierra Leone   |
| 1993–1997                             | Edouard Benjamin         | Guinea         |
| September 1997 bis 31. Januar 2002    | Lansana Kouyaté          | Guinea         |
| 1. Februar 2002 bis 31. Dezember 2006 | Mohamed Ibn Chambas      | Ghana          |

### Vorsitzende

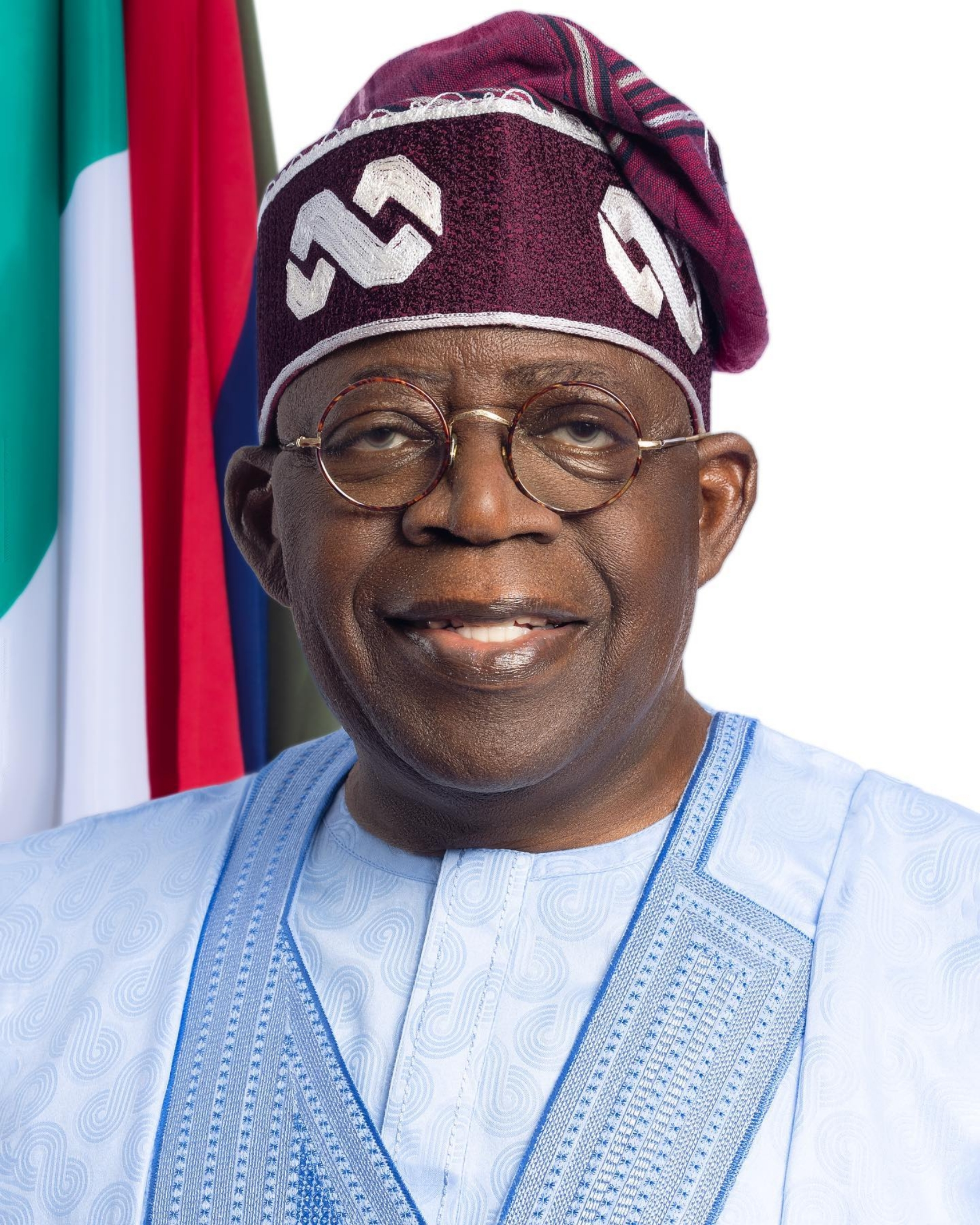
Bola Tinubu, Vorsitzender der ECOWAS

| Amtszeit                               | Vorsitzende/r             | Mitgliedstaat  |
| -------------------------------------- | ------------------------- | -------------- |
| 1977–1978                              | Gnassingbé Eyadéma        | Togo           |
| 1978–1979                              | Olusegun Obasanjo         | Nigeria        |
| 1979–1980                              | Léopold Sédar Senghor     | Senegal        |
| 1980–1981                              | Gnassingbé Eyadéma        | Togo           |
| 1981–1982                              | Siaka Stevens             | Sierra Leone   |
| 1982–1983                              | Mathieu Kérékou           | Benin          |
| 1983–1984                              | Ahmed Sékou Touré         | Guinea         |
| 1984–1985                              | Lansana Conté             | Guinea         |
| 1985 – 27. August 1985                 | Muhammadu Buhari          | Nigeria        |
| 27. August 1985–1989                   | Ibrahim Babangida         | Nigeria        |
| 1989–1990                              | Dawda Jawara              | Gambia         |
| 1990–1991                              | Blaise Compaoré           | Burkina Faso   |
| 1991–1992                              | Dawda Jawara              | Gambia         |
| 1992–1993                              | Abdou Diouf               | Senegal        |
| 1993–1994                              | Nicéphore Dieudonné Soglo | Benin          |
| 1994 – 27. Juli 1996                   | Jerry Rawlings            | Ghana          |
| 27. Juli 1996 bis 8. Juni 1998         | Sani Abacha               | Nigeria        |
| 9. Juni 1998–1999                      | Abdulsalami Abubakar      | Nigeria        |
| 1999                                   | Gnassingbé Eyadéma        | Togo           |
| 1999 – 21. Dezember 2001               | Alpha Oumar Konaré        | Mali           |
| 21. Dezember 2001 bis 31. Januar 2003  | Abdoulaye Wade            | Senegal        |
| 31. Januar 2003 bis 19. Januar 2005    | John Agyekum Kufuor       | Ghana          |
| 19. Januar 2005 bis 19. Januar 2007    | Mamadou Tandja            | Niger          |
| 19. Januar 2007 bis 19. Dezember 2008  | Blaise Compaoré           | Burkina Faso   |
| 19. Dezember 2008 bis 18. Februar 2010 | Umaru Yar’Adua            | Nigeria        |
| 18. Februar 2010 bis 16. Februar 2012  | Goodluck Jonathan         | Nigeria        |
| 17. Februar 2012 bis 28. März 2014     | Alassane Ouattara         | Elfenbeinküste |
| 28. März 2014 bis 19. Mai 2015         | John Dramani Mahama       | Ghana          |
| 19. Mai 2015 bis 4. Juni 2016          | Macky Sall                | Senegal        |
| 4. Juni 2016 bis 4. Juni 2017          | Ellen Johnson Sirleaf     | Liberia        |
| 4. Juni 2017 bis 1. August 2018        | Faure Gnassingbé          | Togo           |
| 1. August 2018 bis 29. Juni 2019       | Muhammadu Buhari          | Nigeria        |
| 29. Juni 2019 bis 2. Juni 2020         | Mahamadou Issoufou        | Niger          |
| 2. Juni 2020 bis 3. Juli 2022          | Nana Akufo-Addo           | Ghana          |
| 3. Juli 2022 bis 9. Juli 2023          | Umaro Sissoco Embaló      | Guinea-Bissau  |
| seit 9. Juli 2023                      | Bola Tinubu               | Nigeria        |